# Peter-Arno Coppen
Peter-Arno Coppen (Weert, 1958) is een Nederlands taalkundige, die gedurende zijn hele carrière verbonden is  aan de Radboud Universiteit in Nijmegen.
Coppen studeerde Nederlands in Nijmegen, en promoveerde daar vervolgens op een proefschrift in de computerlinguïstiek onder de titel Specifying the noun phrase. Hij publiceerde vervolgens over een groot aantal onderwerpen in de Nederlandse taalkunde en de vakdidactiek van de taalkunde. Hij geldt op het laatstgenoemde gebied als een van de grootste autoriteiten van Nederland.
Coppen werd bij een breder publiek vooral ook bekend als wetenschapscommunicator, onder meer door zijn columns voor Trouw en Levende Talen Magazine, en zijn redacteurschap van Onze Taal en Neerlandistiek. Voor deze activiteiten ontving hij in 2022 de Oeuvreprijs van de Landelijke Onderzoeksschool Taalkunde.
Daarnaast heeft Coppen zich ingezet voor de vernieuwing van het schoolvak Nederlands, met name voor de invoering van een onderdeel taalkunde in dat vak. Hij is sinds 1 september 2008 hoogleraar Vakdidactiek aan de Radboud Docenten Academie, die lerarenopleidingen verzorgt aan de Radboud Universiteit. Ook is hij lid van het zogeheten Meesterschapsteam Nederlands, dat het wetenschappelijk onderzoek dichter bij het voortgezet onderwijs wil brengen.

## Verwijzingen
1. ↑  P.A.J.M. Coppen, Leren tasten in het duister. Radboud Universiteit Nijmegen (mei 2009). Geraadpleegd op 12 april 2024.
2. ↑  Jan van Bakel, Laudatio voor Peter-Arno Coppen (12 september 1991). Geraadpleegd op 12 april 2024.
3. ↑  Saskia Aukema, Marc van Oostendorp en Josje Verhagen, Oeuvreprijs voor Peter-Arno Coppen. Neerlandistiek (4 februari 2022). Geraadpleegd op 12 april 2024.
4. ↑  Pagina Peter-Arno Coppen bij Radboud Universiteit. Geraadpleegd op 12 april 2024.
5. ↑  Pagina Meesterschapsteam Nederlands. Geraadpleegd op 12 april 2024.

- Bibliothèque nationale de France: cb13593350d (data)
- CiNii: DA06579130
- Digitale Bibliotheek voor de Nederlandse Letteren: copp053
- Gemeinsame Normdatei: 131681818
- International Standard Name Identifier: 0000 0000 8133 2306
- Library of Congress Control Number: n92091269
- Mathematics Genealogy Project: 86521
- Nationale Bibliotheek van Israël: 987007434133205171
- Nederlandse Thesaurus van Auteursnamen: 074724770
- ORCID: 0000-0001-5847-5322
- Système universitaire de documentation: 069299935
- Virtual International Authority File: 54316756